# Hiro Yamamoto
Hiro Yamamoto (Japans: ヒロ・ヤマモト) (Seattle, 13 april 1961) is een Amerikaanse bassist van Japanse komaf.
Samen met Chris Cornell en Kim Thayil richtte hij in 1984 de grungeband Soundgarden op. Hij droeg bij aan de ep's Screaming Life, Fopp en Loudest Love en de studioalbums Ultramega OK en Louder Than Love.
In 1989, vlak na een optreden in de Melkweg in Amsterdam, verliet hij Soundgarden na een ruzie met de overige bandleden. Hij had zich eerder al voorgenomen om weg te gaan, zodat hij zijn studie fysische chemie kon afmaken.
In 1991 voegde hij zich bij de indie-band Truly. Met die band nam hij twee studioalbums op. In 2000 gingen ze uit elkaar. In april 2025 werd Yamamoto samen met de andere leden van Soundgarden opgenomen in de Rock and Roll Hall of Fame.
- Library of Congress Control Number: nb2014011930
- MusicBrainz: fb7687e9-067d-4b5b-ac66-0d7a184c6034
- Virtual International Authority File: 184149294081380520431
- WorldCat: E39PCjJgDd84Hy4BT3h4pjqDC3